# Émirat idrisside d'Asir
1910–1934
Entités précédentes :
- Empire ottoman

Entités suivantes :
- Arabie saoudite
- Royaume mutawakkilite du Yémen

L'émirat idrisside d'Asir est un État qui couvre, de 1910 à 1934, la région historique de l'Asir.
La capitale de l'émirat était Sabya.

## Situation géographique
L'émirat couvrait une aire correspondant aux provinces saoudiennes actuelles d'Asir et Jizan et au sud de la province de La Mecque, ainsi que de la région yéménite d'al-Hodeïda.

## Histoire
L'émirat idrisside d'Asir a été fondé par Muhammad ibn Ali al-Idrissi (en), appartenant à la lignée des Idrissides et descendant d'Ahmad ibn Idris, soufi marocain, à la suite de sa rébellion contre les Ottomans.
Durant ses années de règne, l'émir Muhammad maintient l'indépendance de son émirat en s'alliant aux Al Saoud du Nejd, et ce face aux revendications du Chérif Hussein du Hedjaz et du roi Yahya du Yémen, chacun considérant l'Asir comme faisant intégralement partie de son territoire.
À la suite du décès de Muhammad ibn Ali en 1920, l'émirat entre dans une phase d'instabilité, ce qui pousse son successeur, Hassan ibn Ali, à signer un traité avec le Nejd en 1926, mettant l'émirat sous protectorat de ce dernier. À cette période, l'Émirat perd ses territoires méridionaux au profit du Yémen alors que les Britanniques occupent les îles Farasan.
Le nouvel émir, Hassan ibn Ali, désirant par la suite recouvrir l'ensemble de ses pouvoirs, restreints par le traité de protectorat, se tourne vers le roi du Yémen ; le roi Abdelaziz Al Saoud réagit en annexant intégralement l'émirat en 1934 et en proclamant l'unification de l'Arabie saoudite.

### Évolution du territoire de l'émirat idrisside d'Asir entre 1906 et 1934

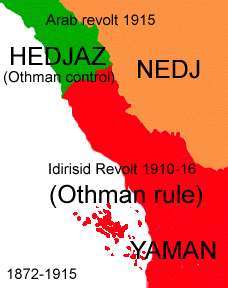
(1872)/1906-1915.
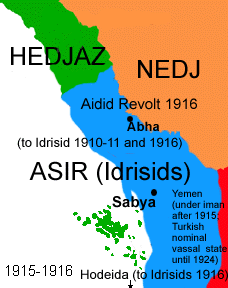
1915-1916.
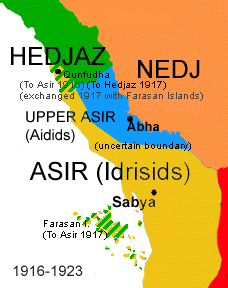
1916-1923.
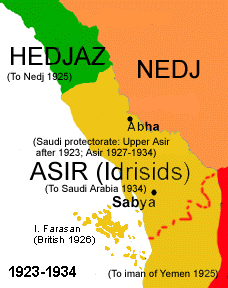
1923-1934.